# 日本經濟新聞

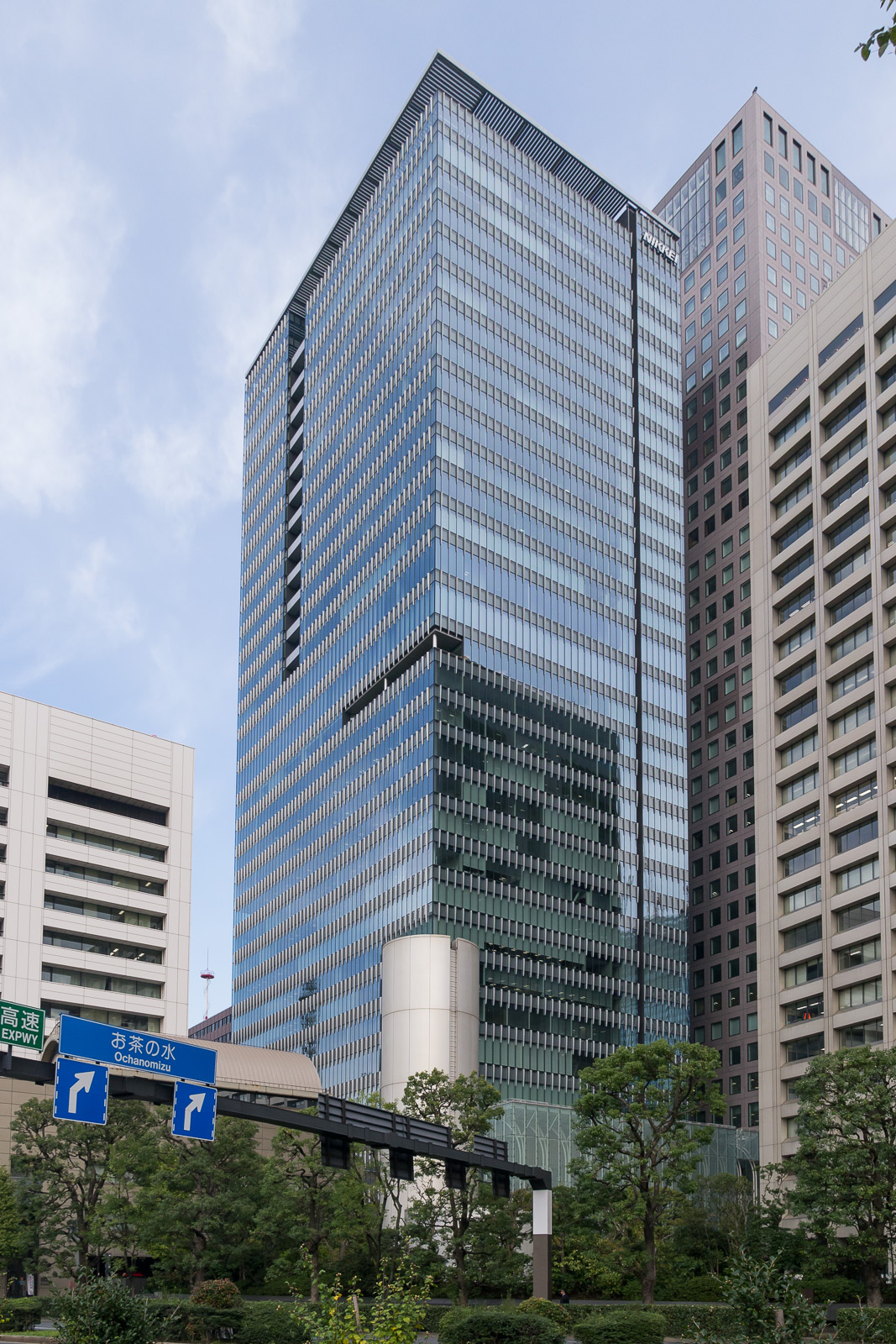
日本經濟新聞社東京本社大廈

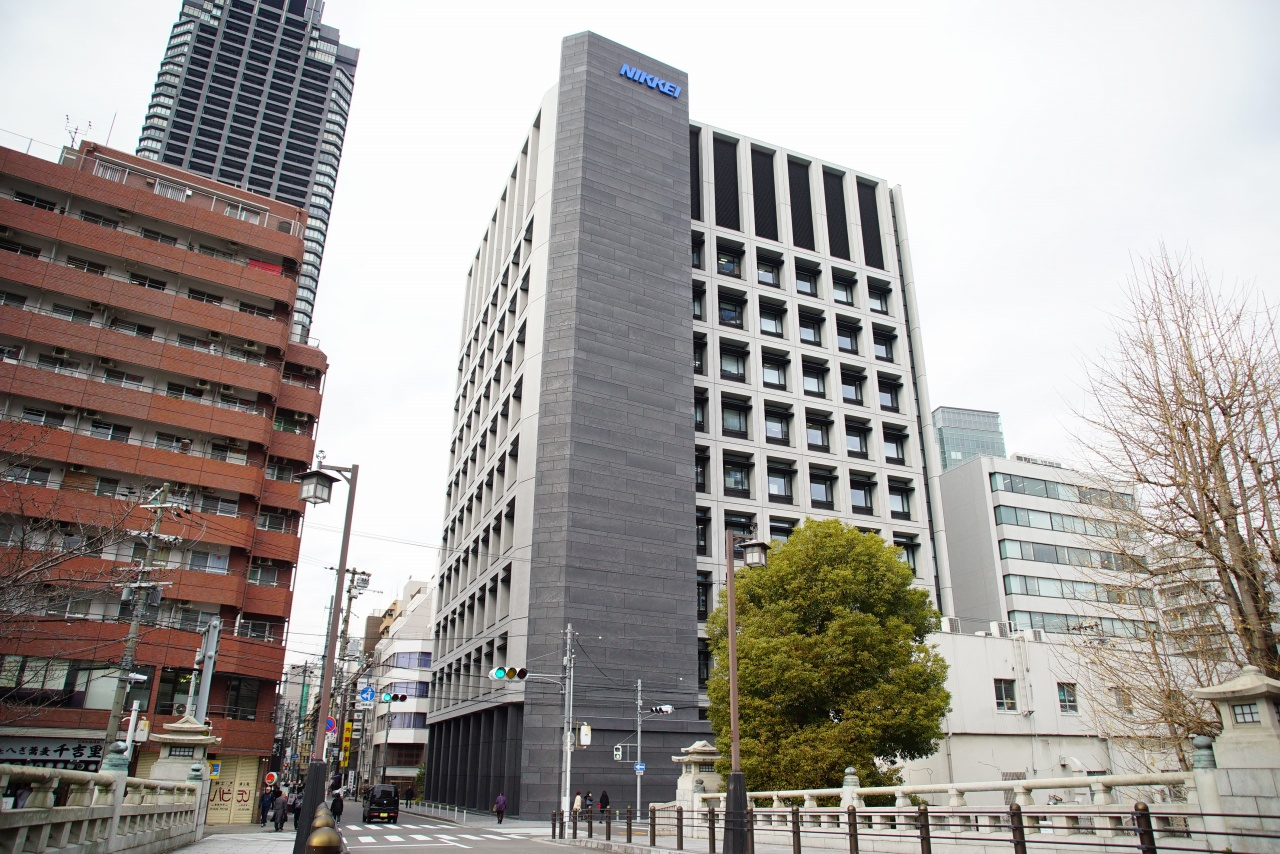
日本經濟新聞社大阪本社

《日本經濟新聞》（日语：／ Nihon keizai shinbun */?），簡稱《日經》（／ Nikkei）或《日經新聞》（／ Nikkei shinbun），是日本一份以刊載經濟相關新聞為主的全國性報紙，為日本五大全國性報紙之一（讀賣、朝日、每日、日經、產經），創刊於1876年12月2日。出版該報的日本經濟新聞社，亦負責算出東京證券交易所的日經平均指數（Nikkei 225），其為全球主要的股市指標之一。

## 沿革
- 1876年12月2日：三井物產發行的週刊《中外物價新報》創刊。
- 1885年7月：改為日刊（星期日、節日翌日停刊）。
- 1889年1月：更名為《中外商業新報》。
- 1920年1月：紐約設置特派員事務所。
- 1924年10月：夕刊創刊。
- 1942年11月1日：根據日本政府的報紙合併令，東日本的經濟報紙合併，更名為《日本產業經濟》。
- 1946年3月1日：更名為《日本經濟新聞》。
- 1966年12月：創刊90周年。
- 1996年12月：創刊120周年。
- 2015年7月：收購英國金融時報[5]。

## 讀者層
訂閱家戶的平均所得較其他全國報紙，與企業幹部親和性較強。此外，訂閱人口中學歷為大學畢業、研究所畢業的比例也是主要報紙中最高。

## 论调
《日本經濟新聞》以財經新聞爲主，也是日本公認在政治、經濟方面相對權威，政治派系色彩較淡的報紙，被认为属于中间偏右。该报反对日本首相参拜靖国神社。相較日本其他媒體，《日本經濟新聞》更關注中國的經濟狀況。日本經濟新聞社在大中華地區設有6處支局，分別位於：北京、上海、重慶、廣州、香港、臺北。
日本京都大学有研究指出该报论调倾向于新自由主义，经常直接提出建议。对于政府干预企业运营较为反对，曾发报道质疑安倍经济学中政府要求企业加薪的行为以及量化宽松是否有效。
《日本經濟新聞》較少刊登中國的民主化和追求自由的文章。法國國際廣播電台也稱《日本經濟新聞》「注重經濟而代表日本經濟界親中立場」。

## 本社・支社
本社
東京本社：東京都千代田區大手町一丁目3番7号
大阪本社：大阪市中央區高麗橋一丁目４番2号
支社
名古屋支社：名古屋市中區榮四丁目16番33号
西部支社：福岡市博多區博多駅東二丁目16番1号
札幌支社：札幌市中央區北一条西六丁目1番2号
神戶支社：神戶市中央區下山手通七丁目1番24号
京都支社：京都市中京區烏丸通竹屋町角

### 對象地域
- 東京本社：關東、东北、甲信越、靜岡縣
- 大阪本社：近畿（含三重縣的伊賀與熊野）、北陸三縣、中國（不含山口縣一部份）、四國
- 名古屋支社：愛知縣、岐阜縣、三重縣（不含伊賀與熊野）
- 西部支社：九州、沖繩、山口縣一部份
- 札幌支社：北海道

## 重大事件

### 激進人士投瓶事件
2006年7月21日，日本民族主義激進派人士平岡元秀向日本經濟新聞社東京本社大樓投擲燃燒瓶，原因是《日本經濟新聞》刊登了有關已故昭和天皇不滿靖國神社合祭二戰甲級戰犯的「富田備忘錄」。2007年4月18日，東京警視廳公安部以「違反《燃燒瓶處罰法》」的罪名逮捕平岡。日本共同社報道時援引平岡的話說，平岡想警告日本經濟新聞社「不許拿天皇來操縱靖國神社話題」。（日本恐怖事件一覽表）
該事件也導致日本在無國界記者組織公布的「2006年全球新聞自由指數」中，日本位居第51名，比2005年下滑14名。

### 驻香港办公室被搜查事件
2020年8月10日，此时香港已经经历了一年多的反修例运动。香港警方当天以违反《港版国安法》之“勾结外部势力”为由，開始大规模的搜查和逮捕行动。其中在《蘋果日報》总部大樓有200名警察進駐搜查，並拘捕其创办人黎智英。法新社報道，同日香港警方亦拘捕周庭及搜查《日本經濟新聞》位於香港的辦公室，其原因為2019年在該報刊登之一則眾籌廣告，廣告以香港眾志名義刊登，並呼籲國際社會支持香港民主示威。

## 外部連結
- 官方网站：日本経済新聞、日經中文網、Nikkei Asia
- 日本經濟新聞的X（前Twitter）（日語）
- 日经中文网的X（前Twitter）（中文）
- 日本經濟新聞的Facebook專頁（日語）
- 日经中文网的新浪微博（中文）